# Azienda Costruzioni Auto Mini
Azienda Costruzioni Auto Mini S.p.A. war ein italienischer Hersteller von Automobilen.

## Unternehmensgeschichte
Das Unternehmen aus Catania begann 1984 mit der Produktion von Automobilen. 1988 endete die Produktion. Der Markenname lautete ACAM.

## Fahrzeuge
Das Unternehmen stellte Kleinstwagen mit Einbaumotoren von Piaggio her. Das Modell Nica gab es sowohl als Dreirad als auch vierrädrig. Für den Antrieb sorgten luftgekühlte Motoren mit 125 cm³ oder 218 cm³ Hubraum. Das Modell Galassia, auch Zeta genannt, folgte 1987. Dessen Motor hatte lediglich 50 cm³ Hubraum.